# فالسير
فالسير (بالفرنسية: Valserres)‏ هي بلدية فرنسية تقع في إقليم الألب العليا في منطقة بروفانس ألب كوت دازور. يقدر عدد سكانها بـ 217 نسمة ومساحتها 11.92 كم2 وترتفع عن سطح البحر 662 متر.